# Pseudolabrus torotai
Pseudolabrus torotai är en fiskart som beskrevs av Russell och Randall, 1981. Pseudolabrus torotai ingår i släktet Pseudolabrus och familjen läppfiskar. IUCN kategoriserar arten globalt som livskraftig. Inga underarter finns listade i Catalogue of Life.